# A renitens epizódjainak listája
Ez a szócikk A renitens című magyar televíziós vígjátéksorozat epizódjait sorolja fel.

## Évadáttekintés
| Évad | Évad | Részek száma | Részek száma | Eredeti sugárzás  | Eredeti sugárzás | Eredeti adó |
| Évad | Évad | Részek száma | Részek száma | Évadbemutató      | Évadzáró         | Eredeti adó |
| ---- | ---- | ------------ | ------------ | ----------------- | ---------------- | ----------- |
|      | 1.   | 8            | 8            | 2024. február 23. | 2024. április 5. |             |
|      | 2.   | 8            | 8            | 2025. március 27. | 2025. május 8.   |             |
|      | 3.   | n/a          | n/a          | n. a.             | n. a.            |             |

## Epizódlista

### Első évad (2024)
A sorozat első két része 2024. február 23-án debütált az RTL+-on. A televíziós bemutatás 2024. március 3-án volt az RTL-en.
| Sor. | Év. | Cím     | Rendező         | Író                                         | Premier                                          | Nézettség |
| ---- | --- | ------- | --------------- | ------------------------------------------- | ------------------------------------------------ | --------- |
| 1.   | 1.  | 1. rész | Miklauzic Bence | Huszár Péter, Tasnádi István, Csala Norbert | 2024. február 23. (RTL+) 2024. március 3. (RTL)  | 582 000   |
| 2.   | 2.  | 2. rész | Miklauzic Bence | Huszár Péter, Tasnádi István, Csala Norbert | 2024. február 23. (RTL+) 2024. március 10. (RTL) | 618 000   |
| 3.   | 3.  | 3. rész | Miklauzic Bence | Huszár Péter, Tasnádi István, Csala Norbert | 2024. március 1. (RTL+) 2024. március 17. (RTL)  | 589 000   |
| 4.   | 4.  | 4. rész | Miklauzic Bence | Huszár Péter, Tasnádi István, Csala Norbert | 2024. március 8. (RTL+) 2024. március 24. (RTL)  | 607 000   |
| 5.   | 5.  | 5. rész | Fazekas Csaba   | Huszár Péter, Tasnádi István, Csala Norbert | 2024. március 15. (RTL+) 2024. március 31. (RTL) | 453 000   |
| 6.   | 6.  | 6. rész | Fazekas Csaba   | Huszár Péter, Tasnádi István, Csala Norbert | 2024. március 22. (RTL+) 2024. április 7. (RTL)  | 518 000   |
| 7.   | 7.  | 7. rész | Fazekas Csaba   | Huszár Péter, Tasnádi István, Csala Norbert | 2024. március 29. (RTL+) 2024. április 14. (RTL) | 545 000   |
| 8.   | 8.  | 8. rész | Fazekas Csaba   | Huszár Péter, Tasnádi István, Csala Norbert | 2024. április 5. (RTL+) 2024. április 21. (RTL)  | 532 000   |

### Második évad (2025)
A második évad első két részét 2025. március 27-én mutatta be az RTL+.
| Sor. | Év. | Cím     | Rendező         | Író           | Premier                                         | Nézettség |
| ---- | --- | ------- | --------------- | ------------- | ----------------------------------------------- | --------- |
| 9.   | 1.  | 1. rész | Miklauzic Bence | Sólyom Tamás  | 2025. március 27. (RTL+) 2025. május 11. (RTL)  | 456 000   |
| 10.  | 2.  | 2. rész | Fazekas Csaba   | Besenyei Kata | 2025. március 27. (RTL+) 2025. május 18. (RTL)  | 454 000   |
| 11.  | 3.  | 3. rész | Miklauzic Bence | Sólyom Tamás  | 2025. április 3. (RTL+) 2025. május 25. (RTL)   | 354 000   |
| 12.  | 4.  | 4. rész | Fazekas Csaba   | Besenyei Kata | 2025. április 10. (RTL+) 2025. június 1. (RTL)  | 446 000   |
| 13.  | 5.  | 5. rész | Miklauzic Bence | Sólyom Tamás  | 2025. április 17. (RTL+) 2025. június 8. (RTL)  | 385 000   |
| 14.  | 6.  | 6. rész | Fazekas Csaba   | Besenyei Kata | 2025. április 24. (RTL+) 2025. június 15. (RTL) | 454 000   |
| 15.  | 7.  | 7. rész | Miklauzic Bence | Sólyom Tamás  | 2025. május 1. (RTL+) 2025. június 22. (RTL)    | 474 000   |
| 16.  | 8.  | 8. rész | Fazekas Csaba   | Besenyei Kata | 2025. május 8. (RTL+) 2025. június 29. (RTL)    | 457 000   |

### Harmadik évad (2026)
| Sor. | Év. | Cím | Rendező | Író | Premier | Nézettség |
| ---- | --- | --- | ------- | --- | ------- | --------- |